# Село Тучково, борци пали у ратовима од 1912. до 1918. године
Списак бораца из села Тучково, Општина Пожега, погинулих и умрлих у Балканским и Првом светском рату преузет је из књиге „Пожега и околина”, објављене 1978. године.
Подаци за подручје Пожеге прикупљани су у периоду 1976–1977. године преко матичних књига умрлих, спомен-плоча, крајпуташа, као и разговора са преживелим борцима и појединим грађанима који су по сећању могли да дају податке, уз напомену да спискови могуће да нису потпуни, због временске дистанце и недостатка поузданих извора.

## Списак
1. Бојовић Драгомир
2. Бојовић Радиша
3. Бркић Маринко
4. Гавровић Добросав
5. Глишовић Петко
6. Зарић Миладин
7. Мајсторовић Манојле
8. Матовић Ивко
9. Матовић Никивор
10. Матовић Јовић
11. Несторовић Милисав
12. Несторовић Благоје
13. Никитовић Живко
14. Новаковић Милован
15. Павловић Милија
16. Павловић Добро
17. Пејовић Јован
18. Пејовић Владислав
19. Продановић Душан
20. Продановић Миладин
21. Продановић Љубомир
22. Продановић Миљко
23. Секулић Рајко
24. Симовић Ђорђе
25. Ћировић Светозар, капетан I класе
26. Ћировић Ћиро
27. Ћировић Живко[1]